# Cohors I Lepidiana

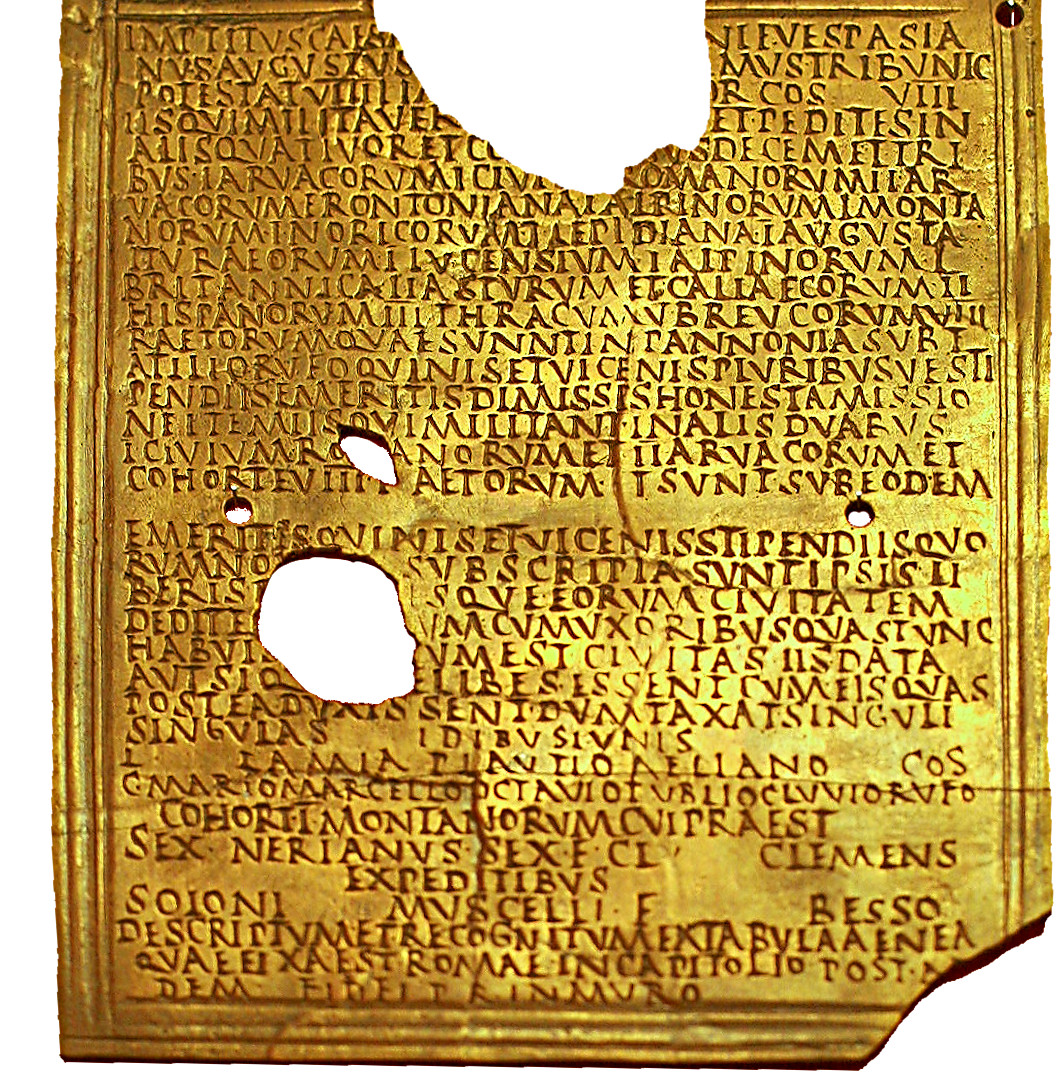
Das Militärdiplom vom 13. Juni 80 n. Chr.

Die Cohors I Lepidiana [equitata] [civium Romanorum] [bis torquata] (deutsch 1. Kohorte Lepidiana [teilberitten] [der römischen Bürger] [zweimal mit Torques ausgezeichnet]) war eine römische Auxiliareinheit. Sie ist durch Militärdiplome und Inschriften belegt.

## Namensbestandteile
- Cohors: Die Kohorte war eine Infanterieeinheit der Auxiliartruppen in der römischen Armee.
- I: Die römische Zahl steht für die Ordnungszahl die erste (lateinisch prima). Daher wird der Name dieser Militäreinheit als Cohors prima .. ausgesprochen.
- Lepidiana: die Einheit wurde vermutlich nach einem ihrer ersten Kommandeure benannt.[1][2][A 1]
- equitata: teilberitten. Die Einheit war ein gemischter Verband aus Infanterie und Kavallerie. Der Zusatz kommt in zwei Inschriften[3] vor.
- civium Romanorum: der römischen Bürger. Den Soldaten der Einheit war das römische Bürgerrecht zu einem bestimmten Zeitpunkt verliehen worden. Für Soldaten, die nach diesem Zeitpunkt in die Einheit aufgenommen wurden, galt dies aber nicht. Sie erhielten das römische Bürgerrecht erst mit ihrem ehrenvollen Abschied (Honesta missio) nach 25 Dienstjahren. Der Zusatz kommt in Militärdiplomen von 99 bis 125 sowie in zwei Inschriften[4] vor.
- bis torquata: zweimal mit Torques ausgezeichnet. Der Zusatz kommt in einer Inschrift[5] vor.[1][6][7][A 2]

Da es keine Hinweise auf den Namenszusatz milliaria (1000 Mann) gibt, war die Einheit eine Cohors quingenaria equitata. Die Sollstärke der Kohorte lag bei 600 Mann (480 Mann Infanterie und 120 Reiter), bestehend aus 6 Centurien Infanterie mit jeweils 80 Mann sowie 4 Turmae Kavallerie mit jeweils 30 Reitern.

## Geschichte
Die Kohorte war in den Provinzen Pannonia, Moesia inferior und Cappadocia (in dieser Reihenfolge) stationiert. Sie ist auf Militärdiplomen für die Jahre 80 bis 127 n. Chr. aufgeführt.
Möglicherweise war die Einheit im 1. Jhd. im Osten des römischen Reiches stationiert; sie ist durch eine Inschrift belegt, die in Syria gefunden wurde. Der einzige Nachweis der Einheit in der Provinz Pannonia beruht auf einem Diplom, das auf 80 datiert ist. In dem Diplom wird die Kohorte als Teil der Truppen (siehe Römische Streitkräfte in Pannonia) aufgeführt, die in der Provinz stationiert waren.
Zu einem unbestimmten Zeitpunkt wurde die Kohorte in die Provinz Moesia inferior verlegt, wo sie erstmals durch ein Diplom nachgewiesen ist, das auf 97 datiert ist. In dem Diplom wird die Kohorte als Teil der Truppen (siehe Römische Streitkräfte in Moesia inferior) aufgeführt, die in der Provinz stationiert waren. Weitere Diplome, die auf 99 bis 127 datiert sind, belegen die Einheit in derselben Provinz. Das Diplom von 117/138 wurde allein für Angehörige der Einheit erstellt; der Grund dafür ist nicht bekannt. Möglicherweise nahm die Kohorte sowohl an den Dakerkriegen als auch am Partherkrieg von Trajan teil.
Die Kohorte verließ Moesia inferior zu einem unbestimmten Zeitpunkt nach 127, da sie auf späteren Diplomen für die Provinz nicht mehr aufgeführt ist. Ob sie danach in der Provinz Asia stationiert war, ist unsicher. Sie war aber nicht unter den Einheiten, die Arrian für seinen Feldzug gegen die Alanen (ἔκταξις κατ᾽ Ἀλανῶν) um 135 mobilisierte. Der erste Nachweis der Einheit in Cappadocia beruht auf einer Inschrift, die auf 198/199 datiert ist.
Letztmals erwähnt wird die Einheit in der Notitia dignitatum mit der Bezeichnung Cohors prima Lepidiana für den Standort Caene–Parembole. Sie war Teil der Truppen, die dem Oberkommando des Dux Armeniae unterstanden.

## Standorte
Standorte der Kohorte in Cappadocia waren möglicherweise:
| - Caene–Parembole: Die Einheit wird in der Notitia dignitatum für diesen Standort aufgeführt. | - Melik Serif: eine Inschrift wurde hier gefunden. |

## Angehörige der Kohorte
Folgende Angehörige der Kohorte sind bekannt.

### Kommandeure
| - Εγνατιος Κουρτιος, ein επαρχος (AE 1890, 80) | - Titus Mucius Clemens ([Τιτ]ος Μουκιος Κλεμενς), ein επαρχος (AE 1967, 525) |

### Sonstige
| - L(ucius) Calpurnius Valens, ein Optio (CIL 3, 12251) | - Ponticus, ein Centurio (CIL 3, 12251) |